# St. Joseph (Missouri)
Saint Joseph és una població dels Estats Units a l'estat de Missouri. Segons el cens del 2009 tenia 76.222 habitants.

## Demografia
Segons el cens del 2000, Saint Joseph tenia 73.990 habitants, 29.026 habitatges, i 18.460 famílies. La densitat de població era de 651,6 habitants per km².
Dels 29.026 habitatges en un 30,1% hi vivien nens de menys de 18 anys, en un 46,7% hi vivien parelles casades, en un 12,8% dones solteres, i en un 36,4% no eren unitats familiars. En el 30,4% dels habitatges hi vivien persones soles el 13,2% de les quals corresponia a persones de 65 anys o més que vivien soles. El nombre mitjà de persones vivint en cada habitatge era de 2,39 i el nombre mitjà de persones que vivien en cada família era de 2,98.
Per edats la població es repartia de la següent manera: un 24,1% tenia menys de 18 anys, un 11,6% entre 18 i 24, un 28,6% entre 25 i 44, un 20,3% de 45 a 60 i un 15,4% 65 anys o més.
L'edat mediana era de 36 anys. Per cada 100 dones de 18 o més anys hi havia 92,7 homes.
La renda mediana per habitatge era de 32.663 $ i la renda mediana per família de 40.995 $. Els homes tenien una renda mediana de 31.300 $ mentre que les dones 21.592 $. La renda per capita de la població era de 17.445 $. Entorn del 9,1% de les famílies i el 13% de la població estaven per davall del llindar de pobresa.

## Personatges il·lustres
- Eminem (1972 -) músic, raper i cantnt

## Poblacions més properes
El següent diagrama mostra les poblacions més properes.